# Emiliano Insúa
Emiliano Insua, né le 7 janvier 1989 à Buenos Aires, est un footballeur international argentin. Il joue au poste de défenseur au Racing Club.

## Biographie

### Liverpool FC
Formé au club de Boca Juniors, il rejoint Liverpool en janvier 2007 pour un prêt de 18 mois. Il quitte l'Argentine sans avoir joué un seul match officiel pour son ancienne équipe. Le 28 avril 2007, il est titularisé par l'entraîneur de Liverpool Rafael Benitez lors d'un match de championnat d'Angleterre contre Portsmouth FC.

### Galatasaray SK
Le 31 août 2010, il est prêté un an avec option d'achat au Galatasaray SK. Il y jouera 19 matchs sans inscrire le moindre but.

### Sporting Portugal
Le 27 août 2011, il est transféré au Sporting Portugal. Il signe un contrat de cinq ans avec le club portugais.
Pour son premier match au sein de l'équipe lisboète, Emiliano Insua fut important. Il fit une passe décisive à son coéquipier néerlandais Ricky van Wolfswinkel ce qui scella la victoire du Sporting Clube de Portugal sur le score de 2-3 contre Paços de Ferreira, alors que le club perdait 2-0. Pour son second match officiel, le joueur argentin fit ses débuts dans la Ligue Europa sous les couleurs du Sporting contre le FC Zurich, en phase de groupes. Il ouvrit le score au bout de 4 minutes de jeu de la tête sur un coup franc d'un autre néerlandais Stijn Schaars.
Titulaire indiscutable en tant que latéral-gauche, Emiliano Insúa a rapidement conquis les supporters du Sporting, beaucoup estimant avoir affaire au meilleur latéral-gauche du club de ces dernières années. En plus de prestations défensives réussies, Insúa se signalait également par des buts extrêmement important en Ligue Europa contre le Metalist Kharkiv et l'Athletic Bilbao en quart de finale et demi-finale de la Ligue Europa.

### Atlético Madrid
En janvier 2013, il est pressenti au Grêmio mais les négociations entre le club brésilien et le Sporting échouent. Il est finalement transféré quelques jours plus tard à l'Atlético Madrid où il signe un contrat de trois ans et demi.

### En équipe nationale
Insua a participé au championnat sud-américain des moins de 20 ans au Paraguay en 2007, qu'il a remporté.
Deux ans plus tard, alors qu'il commence à gagner la confiance de son entraîneur à Liverpool et à être titulaire à de nombreuses reprises, il est de nouveau appelé pour représenter son pays, au championnat sud-américain, au Venezuela, en 2009. Il est alors capitaine de son équipe.

## Statistiques

### En club
| Saison                | Club                  | Championnat           | Championnat | Championnat | Championnat | Coupe(s) nationale(s) | Coupe(s) nationale(s) | Coupe(s) nationale(s) | Compétition(s) continentale(s) | Compétition(s) continentale(s) | Compétition(s) continentale(s) | Compétition(s) continentale(s) | Total | Total | Total |
| Saison                | Club                  | Division              | M.          | B.          | P.d.        | M.                    | B.                    | P.d.                  | Comp.                          | M.                             | B.                             | P.d.                           | M.    | B.    | P.d.  |
| 2006-2007             | Boca Juniors          | Primera Division      | -           | -           | -           | -                     | -                     | -                     | -                              | -                              | -                              | -                              | 0     | 0     | 0     |
| 2006-2007             | Liverpool FC (prêt)   | Premier League        | 2           | 0           | 0           | -                     | -                     | -                     | -                              | -                              | -                              | -                              | 2     | 0     | 0     |
| 2007-2008             | Liverpool FC          | Premier League        | 3           | 0           | 0           | -                     | -                     | -                     | -                              | -                              | -                              | -                              | 3     | 0     | 0     |
| 2008-2009             | Liverpool FC          | Premier League        | 10          | 0           | 0           | 3                     | 0                     | 0                     | -                              | -                              | -                              | -                              | 13    | 0     | 0     |
| 2009-2010             | Liverpool FC          | Premier League        | 31          | 0           | 4           | 3                     | 1                     | 1                     | C1+C3                          | 6+4                            | 0                              | 0                              | 44    | 1     | 5     |
| Sous-total            | Sous-total            | Sous-total            | 46          | 0           | 4           | 6                     | 1                     | 1                     | -                              | 10                             | 0                              | 0                              | 62    | 1     | 5     |
| 2010-2011             | Galatasaray SK (prêt) | Süper Lig             | 16          | 0           | 0           | 3                     | 0                     | 0                     | -                              | -                              | -                              | -                              | 19    | 0     | 0     |
| 2011-2012             | Sporting Portugal     | Liga ZON              | 24          | 0           | 0           | 9                     | 2                     | 0                     | C3                             | 12                             | 4                              | 0                              | 45    | 6     | 0     |
| 2012-2013             | Sporting Portugal     | Liga ZON              | 13          | 0           | 0           | 3                     | 0                     | 0                     | C3                             | 5                              | 0                              | 0                              | 21    | 0     | 0     |
| Sous-total            | Sous-total            | Sous-total            | 37          | 0           | 0           | 12                    | 2                     | 0                     | -                              | 17                             | 4                              | 0                              | 66    | 6     | 0     |
| 2012-2013             | Atlético Madrid       | Liga                  | 3           | 0           | 0           | -                     | -                     | -                     | -                              | -                              | -                              | -                              | 3     | 0     | 0     |
| 2013-2014             | Atlético Madrid       | Liga                  | 6           | 0           | 0           | 4                     | 0                     | 0                     | C1                             | 4                              | 0                              | 1                              | 14    | 0     | 1     |
| Sous-total            | Sous-total            | Sous-total            | 9           | 0           | 0           | 4                     | 0                     | 0                     | -                              | 4                              | 0                              | 1                              | 17    | 0     | 1     |
| 2014-2015             | Rayo Vallecano (prêt) | Liga                  | 24          | 1           | 1           | -                     | -                     | -                     | -                              | -                              | -                              | -                              | 24    | 1     | 1     |
| 2015-2016             | VfB Stuttgart         | Bundesliga            | 33          | 0           | 2           | 4                     | 0                     | 0                     | -                              | -                              | -                              | -                              | 37    | 0     | 2     |
| Total sur la carrière | Total sur la carrière | Total sur la carrière | 165         | 1           | 7           | 29                    | 3                     | 1                     | -                              | 31                             | 4                              | 1                              | 225   | 8     | 9     |

#### Sélection nationale d'Argentine
Le tableau suivant liste les rencontres de l'équipe d'Argentine dans lesquelles Emiliano Insúa a été sélectionné depuis le 11 octobre 2009 jusqu'à présent.

## Palmarès

### En sélection nationale
- Équipe d'Argentine des moins de 20 ans
  - Vainqueur de la Coupe du monde en 2007

### En club

#### A l'Atlético Madrid
- Championnat d'Espagne
  - Champion en 2013-2014
- Ligue des champions
  - Finaliste en 2013-2014

- - VfB Stuttgart :
    - Champion de 2. Bundesliga en 2017